# Hraničné
Hraničné es un municipio del distrito de Stará Ľubovňa en la región de Prešov, Eslovaquia, con una población estimada a final del año 2024 de 177 habitantes.
Se encuentra ubicado al noroeste de la región, cerca del río Poprad (cuenca hidrográfica del río Vístula) y de la frontera con  Polonia.

## Demografía
| Año        | 1994 | 2004     | 2014     | 2024    |
| ---------- | ---- | -------- | -------- | ------- |
| Población  | 255  | 219      | 187      | 177     |
| Diferencia |      | −14,11 % | −14,61 % | −5,34 % |

| Año        | 2023 | 2024    |
| ---------- | ---- | ------- |
| Población  | 179  | 177     |
| Diferencia |      | −1,11 % |